# شول‌آباد علیا
شول‌آباد علیا، روستایی است از توابع بخش زز و ماهرو شهرستان الیگودرز در استان لرستان ایران نام شول‌آباد منتسب است به قبیله‌ای باستانی از قوم پارس به نام شول که گستره حکومتی آن‌ها به شولستان معروف است این قبیله قرن‌ها در سرزمین زاگرس حکومت میکردند .

## جمعیت
این روستا در دهستان زز شرقی قرار داشته و براساس سرشماری سال ۱۳۸۵جمعیت آن ۳۰نفر (۵خانوار) بوده‌است.